# Comuna Stankivți, Dolîna
Stankivți (în ucraineană Станківці) este o comună în raionul Dolîna, regiunea Ivano-Frankivsk, Ucraina, formată din satele Stankivți (reședința) și Țerkovna.

## Demografie
Componența lingvistică a comunei Stankivți
     Ucraineană (99,64%)
     Alte limbi (0,36%)
Conform recensământului din 2001, majoritatea populației comunei Stankivți era vorbitoare de ucraineană (99,64%), existând în minoritate și vorbitori de alte limbi.